# 金门闸
金门闸，位于河北省保定市涿州市里渠，是清朝在永定河上兴建的水利工程，为第六批全国重点文物保护单位。

## 历史
金门闸是清朝在北京永定河南行百余里处（卢沟桥下游31公里处）兴建的一座泄洪闸。位于今河北省涿州市义和庄乡北蔡村东北3.5公里处的永定河右岸（西岸），北京市房山区窑上乡窑上村东南、窑上乡韩营村北，其地是位于北京市房山区境内的属于河北省涿州市的一块飞地。
永定河旧称浑河，自古常发生水灾。因其流经北京近郊，直接威胁北京安全，故清朝自康熙至宣统200余年间，各代皇帝都将治理永定河作为重大国事，责令直隶总督负责，河道总督专责治河事务。
清康熙三十七年（1698年）浑河大水，灾民流离失所。康熙帝下诏命直隶巡抚于成龙治理浑河水患。于成龙奉命与洋人安多（葡萄牙传教士）前往勘察，于成龙把治理工程分成三部分，一是清淤疏浚；二是加固堤防，筑堤束水，束水攻沙；三是疏通下游河道。六个月后，浑河治理完工，于成龙建议将浑河更名为永定河，获康熙帝赞同，工程告竣日，康熙帝赐名“永定河”。
对永定河的实际管理中，将永定河两岸堤防分成工段，编工号。清朝康熙四十年（1701年），在宛平县南、竹络坝北（今北京市房山区任营村与窑上村之间）创建金门闸，堤防编号“南二工八号段”，原是草闸，类型属于进水闸，设计功能是引檿牛河（牤牛河）水入永定河，借清刷浑，以便清淤排沙，加深永定河河槽。康熙四十六年（1707年）将原来的草闸改建为石闸。但因檿牛河水量小，随着永定河河床淤高，檿牛河水无法引入，雍正二年（1724年）此闸废弃。
乾隆三年（1738年），乾隆帝采纳大学士鄂尔泰减水分流的主张，敕令在“南二工九号段”移建减水石坝，分减永定河洪水，并沿用旧称“金门闸”，类型属于出水闸。乾隆三十八年《金门闸浚淤碑》载：乾隆帝闻“两岸堤工稳固”，“览奏稍慰”，传旨“务使积淤尽除，水道畅行，以资疏泄。嗣后金门闸每遇过水，永远照此办理。仍将永定河水长落情形随时奏闻。”乾隆帝巡视金门闸时作《堤柳》长诗，指出在堤内如何植柳，强调“堤柳以护堤，宜内不宜外”， 如果在堤外植柳，则“水至堤仍坏”，并评价了永定河水性及金门闸分泄功能。
乾隆六年（1741年）、乾隆三十五年（1770年）、乾隆三十八年（1773年）、道光三年（1823年）、道光十一年（1831年）、道光二十三年（1843年）、同治十一年（1872年），由于河底逐年淤高和分洪要求，逐步对溢水坝加宽加高。
自乾隆年间起，金门闸几乎每年都要修整。宣统年间总理直隶永定河道的吕佩芬在撰写的宣统元年《重建金门闸记》碑文中称，自乾隆至光绪“必数年一小修，三十年一大修，每一大役兴，费必以巨万计”。金门闸历年的修建花费了巨资。例如雍正二年（1724年）修缮金门闸“用银五千六百一十四两九分余”。乾隆三年（1738年）移建金门闸（即减水石坝）“用银十八万六千一百一十二两有奇”。道光四年（1824年）拆修金门闸“耗银十万三千四百五十一两”，道光帝御批“所需银两，即于预拨各省封贮项下解到动用，其灰石等项料物，应于今冬采办到工，著蔣攸銛将解部粤海关饷先行截留一批，计银五万两，发交永定河道，赶紧购备，以免迟误”。宣统元年（1909年）重建金门闸（石坝改建为石闸）用“五万二千两金”。
宣统元年（1909年）将石坝改建为石闸，辟闸空15道，各设闸板，启闭由人，成为泄洪闸。“水小可闭之以遏其轶，水大可启之以杀其怒。”现存的金门闸就是宣统元年所建。宣统元年（1909年），总理直隶永定河道吕佩芬在完成金门闸重建工程后，撰写了《重建金门闸记》碑文。其中记载，吕佩芬起初对乾隆年间将闸改坝但仍称闸名很不解，在巡视永定河河道时，见减水石坝“仅持一小埝横障之”，深感忧虑，乃建议复建大修金门闸。同时他派员对工程加以勘估，“因财政方艰”，在估算中“节无可节”，“犹估需五万二千两金”。此后，吕佩芬与直隶总督杨文敬商议修闸事宜，经过努力“遂奉部议准行”。但此时吕佩芬尚不知金门闸历史上并不是坝，所请的“五万二千两金”只是修坝经费而非建闸经费。后来他查阅《畿辅安澜志》，了解金门闸沿革后，才产生了“坝有定型，不若闸之启闭由人，可因水大小以为宣塞也”的建闸思想。
吕佩芬请张黼廷协助建闸。张黼廷提出，金门闸以坝称闸，名不副实，不如改建为闸，由人启闭闸门以便控制永定河分洪水量。吕佩芬“喜其意与己合”，但又提出以修坝经费能否建闸的问题。张黼廷“久历河防，且承修石工者屡矣”，他勘察金门闸的当天便回北京面复吕佩芬，提出了重建金门闸的方案，认为建闸“预计所需之灰土木石与夫大小匠作之工，其费当修坝等，纵有不足者亦仅矣”。吕佩芬乃决定改坝为闸，并启用了一批起家自河员、老于工程的官员，宣统元年二月金门闸大修工程开工，五月末告成。张黼廷等人程督有方，工繁而费简，建闸费用恰及吕佩芬向朝廷所请的修坝经费数额。
1937年，改金门闸南端两空为铁闸门，用于农田浇灌，其余各空均废。中华人民共和国时期，随着永定河干涸，金门闸逐渐闲置。1993年7月15日，金门闸被公布为河北省文物保护单位，类型为古建筑，历史年代为清代。2002年，北京市出台《北京历史文化名城保护规划》，将金门闸列为重点保护的水工建筑物。2006年，金门闸被公布为第六批全国重点文物保护单位。涿州市文物保管所派专人看护金门闸。

## 建筑
金门闸南北全长100.6米，占地总面积16000平米。金门闸在石坝面上建闸，主体由14座“鸡心垛”（闸桥墩）组成，形成15个闸空。上下游两侧砌有金刚墙，长28.6米，高8.5米。金刚墙东西两端有雁翅墙，使金门闸迎水面、顺水面形成敞口的簸箕形。南北金刚墙与雁翅墙衔接处置镇水兽（吞水兽）4尊，其中迎水面为狮子一对，顺水面为神牛（镇水牛）一对，现均已无存。
闸桥墩由迎水面（东向）砌成等腰三角形的14座鸡心垛组成，每垛长6.02米，宽2.52米，高2.7米，均为方形花岗岩垒砌。每个垛顶斜置绞关石4根，每根长1.56米，宽0.32米，厚0.19米，其顶端有直径0.15米的圆孔，两孔之间横放木轴用于以绳提吊闸板启闭控制泄洪，闸板是双槽木制。鸡心垛之间形成15闸空，每空宽4.35米。每个垛的上沿设有五个凹槽放方木为梁，横铺木板，板上垫三合土成为桥面，桥面宽4.7米。
闸底均为海墁石坦坡。迎水面海墁石纵深4米，延以灰土。顺水面海墁石纵深44.62米，坦坡落差5.3米。
金门闸的鸡心垛、金刚墙、雁翅墙、石龙骨、海墁石所用块石之间，均用铸铁“银锭扣”相连接。银锭扣呈束腰形，所以旧时民间有“金门闸银锭扣，镇水的狮子饮水的牛”的说法。
金门闸南侧的坝台新建汛铺房一座，坐北朝南，面阔三间，硬山起脊。汛铺房后院西房内立有五通石碑：乾隆题诗碑《堤柳》碑，乾隆《金门闸浚淤》碑、道光《上谕》碑、同治《重修金门闸减水石坝记》碑、宣统元年《重建金门闸记》碑。
其中乾隆的题诗碑《堤柳》碑十分高大，汉白玉质。碑首雕二龙戏珠。碑座为长方形，正面雕花蕊和龙纹。碑身有乾隆题诗，诗曰：“堤柳以护堤，宜内不宜外。内则根盘结，御浪堤弗败，外惟徒饰观，水至堤仍坏。此理本易晓，倒置尚有在。而况其精微，莫解亦奚怪，经过命补植，缓急或少赖。治标兹小助，探源斯岂逮。”碑身断裂，据说是因为早年曾遭雷击，后用铁杵加固。
金门闸北侧现存清末防汛衙门、闸房的建筑遗址。

## 延伸阅读
- 杨亦武，金门闸与清代永定河水患治理，北京文博，2004-06-28（页面存档备份，存于）
- 黄涿生，古代治水工程的精品——金门闸，文物春秋2007(3):12-14
- 马垒，宣统元年《重建金门闸记》碑的史料价值，文物春秋2014(6):75-79
- 宋开金，从金门闸看清代永定河治理思想的演变，北华大学学报(社会科学版)2015, 16(3):58-62